# Krzysztof Lenk
Krzysztof Lenk (ur. 21 lipca 1936 w Warszawie, zm. 22 maja 2018) – polski grafik, typograf, architekt informacji i wykładowca akademicki. Projektował układy graficzne polskich i zagranicznych czasopism oraz książek, a także okładki, plakaty filmowe i druki funkcjonalne. Uczył w  Państwowej Wyższej Szkole Sztuk Plastycznych w Łodzi i w Rhode Island School of Design (RISD) w Providence, w Stanach Zjednoczonych. Założył wraz z Paul Kahnem studio Dynamic Diagrams, specjalizujące się w projektowaniu informacji wizualnej. W latach 1990–2001 był dyrektorem kreatywnym studia, a później jego konsultantem. Dzielił się swoją wiedzą i doświadczeniem na wykładach, konferencjach, seminariach i warsztatach organizowanych na całym świecie. Jest autorem i współautorem wielu książek i artykułów. Za swoje dokonania otrzymał doktorat honoris causa w Akademii Sztuk Pięknych w Katowicach.
Był żonaty z Ewą Zembrzuską. Miał dwoje dzieci: Honoratę (ur. 1971) i Jacka (ur. 1976).

## Życiorys
Krzysztof Lenk urodził się 21 lipca 1936 roku w Warszawie. Do 1944 roku mieszkał na osiedlu IV Kolonia Warszawskiej Spółdzielni Mieszkaniowej na Żoliborzu. Uczęszczał do przedszkola i pierwszej klasy szkoły podstawowej prowadzonej przez Robotnicze Towarzystwo Przyjaciół Dzieci na Żoliborzu. Po przeniesieniu ojca do oddziału zaopatrzenia ludności w Sokołowie Podlaskim we wrześniu 1944 roku poszedł do drugiej klasy. Pod koniec czerwca 1945 roku rodzina przeprowadziła się do Łodzi, gdzie zamieszkała w willowej dzielnicy Julianów. Do Warszawy Lenkowie wrócili w 1947 roku i osiedlili się na Mokotowie. W połowie liceum Lenk dużo czytał, interesował się historią oraz chemią organiczną. W pracowni plastycznej Młodzieżowego Domu Kultury przy ulicy Konopnickiej zaczął rysować. Po zdanej maturze w 1954 roku dostał się na Akademię Sztuk Pięknych w Warszawie. W 1958 roku przeniósł się do katowickiego oddziału Akademii Sztuk Pięknych w Krakowie, na Wydział Grafiki Propagandowej, gdzie w 1961 roku obronił dyplom.

### Pierwsze doświadczenia zawodowe
Już podczas studiów w Katowicach pracował w zawodzie, projektując książki, okładki, m.in. dla Wydawnictwa „Śląsk”, plakaty i druki funkcjonalne. Na ostatnim roku zaczął projektować dla Wydawnictw Handlu Zagranicznego (WHZ) broszury, biuletyny, katalogi i periodyki takie jak: „Polish Machinery News”, „Elektrim News” i „Made in Poland”.
W latach 1968–1969 przebywał na stażu w paryskiej agencji reklamowej Société Nouvelle d’Information et Publicité (SNIP) i w redakcji tygodnika politycznego „Jeune Afrique”. Po powrocie do Warszawy wiosną 1969 roku na pogrzeb ojca zabrano mu paszport. Jesienią zaczął projektować nowo powstały tygodnik „Perspektywy”, gdzie do końca 1972 roku pełnił funkcję dyrektora artystycznego. Przygotowywał także jego comiesięczną, niemiecką wersję. W latach 1970–1981 tworzył układy graficzne takich pism jak: kwartalnik „Polish Art Review”, miesięczniki „Problemy” i „Ilustrowany Magazyn Turystyczny”, tygodnik „Przegląd Techniczny” i „Animafilm”. W tym czasie projektował okładki książek, m.in. dla serii „Proza współczesna” Państwowego Instytutu Wydawniczego (PIW) i albumy, m.in. Polska rzeźba współczesna i Sztafeta fotoreporterów. Polska fotografia sportowa.
W kilka miesięcy po odejściu z „Perspektyw” redaktora Dobrosława Kobielskiego Lenk zrezygnował z dalszej pracy w czasopiśmie. Został zastępcą dyrektora naczelnego Krajowej Agencji Wydawniczej (KAW) do spraw artystycznych. W latach 1970–1971 wraz z fotografami: Janem Fleishmanem i Krzysztofem Gierałtowskim tworzył graficzną stronę kampanii promocyjnych dla zagranicznych firm, głównie z Niemiec.
W 1973 roku dzięki poleceniu profesorów Henryka Tomaszewskiego i Józefa Mroszczaka rozpoczął karierę nauczyciela akademickiego w Państwowej Wyższej Szkole Sztuk Plastycznych (PWSSP) w Łodzi, gdzie do 1982 roku prowadził Pracownię Projektowania Druków Periodycznych. W doskonaleniu pracy dydaktycznej, poza lekturą branżowych i naukowych czasopism oraz programu studiów licencjackich opracowanego przez Holendra Pietera Brattingę, pomagał mu profesor Ryszard Otręba z Wydziału Wzornictwa w Krakowie.
W 1975 roku Lenk wziął udział w Kongresie ATypI (Association Typographique Internationale), organizowanym w Warszawie i Krakowie, na którym pokazywano prace jego studentów. Członkostwo w ATypI i działania w jednej z jego grup roboczych pozwoliły mu wyjeżdżać na zagraniczne konferencje i seminaria. Stwarzało to okazję do poznania innych typografów i nawiązania przydatnych w dalszej karierze znajomości.
W 1976 roku uzyskał tytuł docenta. Aby uczyć, musiał jednak zrezygnować z pełnoetatowej pracy w wydawnictwie. Wykształcił wielu uznanych polskich i międzynarodowych projektantów, a także obecnych profesorów uczelni (Andrzej Chętko, Krzysztof Tyczkowski, Sławomir Kosmynka, Jan Kubasiewicz). Za swoje edukacyjne osiągnięcia otrzymał nagrodę Ministra Kultury i Sztuki. W 1977 pojechał do Stanów na konferencję o typografii i nowoczesnych technologiach Vision ’77. Dzięki udziałowi w tym wydarzeniu nawiązał kontakty, które umożliwiły mu późniejszy wyjazd dydaktyczny do Ohio State University w 1979 roku, a ten z kolei stał się przepustką do pracy w RISD.

### Dalsze lata w Stanach Zjednoczonych
W 1978 roku szef Wydziału Dizajnu i Komunikacji Wizualnej Ohio State University w Columbus zaproponował Lenkowi posadę gościnnego wykładowcy na wiosenny trymestr roku 1979. Po jego zakończeniu i wakacjach spędzonych w Polsce Lenk wrócił do Columbus także na trymestr jesienny.
W czerwcu 1981 roku brał udział w konferencji w Helsinkach, poświęconej zintegrowanemu designowi, na której byli obecni przedstawiciele trzech organizacji designerskich: ICOGRADA (International Council of Graphic Design Associations), ICSID (International Council of Societies of Industrial Design) oraz IFI (International Federation of Interior Architects/Designers). Lenk zaprezentował materiał o polskiej grafice i architekturze wnętrz lat 20. i 30.
W 1982 roku, w czasie stanu wojennego, otrzymał wiadomość od Thomasa Ockerse'a z propozycją pracy jako visiting profesor w Rhode Island School of Design w Stanach Zjednoczonych. Miał poprowadzić na Wydziale Graphic Design zajęcia dydaktyczne z typografii oraz diagramów (Design of Diagrams, Charts and Graphs). Podczas pobytu na uczelni przystąpił do konkursu na stanowisko profesora i wiosną 1984 roku został zatrudniony przez Rhode Island School of Design.
W 1985, w 238 numerze dwumiesięcznika "Graphis" ukazał się artykuł Szymona Bojko o projektowaniu diagramów w RISD i dziesięć reprodukcji prac studentów Lenka. Jednym z czytelników pisma był architekt Richard Saul Wurman, z którym Lenk nawiązał wówczas współpracę, owocującą licznymi zaproszeniami na konferencje oraz projektami wielu książek.
Pracę W RISD Lenk kontynuował przez 28 lat, aż do przejścia na emeryturę w 2010 roku. Był zapraszany na wykłady i warsztaty w wielu uczelniach w Stanach Zjednoczonych i ponad dwudziestu innych krajach, m.in.: w Holandii, Włoszech, Indiach, Australii, Nowej Zelandii, Kanadzie, w krajach skandynawskich oraz w Polsce.
Zainteresowanie projektowaniem informacji współgrało z narodzinami internetu. Dlatego założył, wraz z Paulem Kahnem z University Brown, studio projektowe Dynamic Diagrams - Consultants in Visual Logic, zajmujące się tworzeniem diagramatycznej informacji wizualnej. Od jego powstania w 1990 roku aż do 2001 był jego dyrektorem kreatywnym, a następnie pełnił funkcję konsultanta. Klientami studia DD były znane międzynarodowe koncerny i instytucje, np. Harvard University, United States Holocaust Memorial Museum w Waszyngtonie czy Musée des Arts et Métiers w Paryżu. Dla pierwszej Lenk zaprojektował najpierw interaktywną, a później także tradycyjną w swojej papierowej formie, Encyclopaedię Africana. Efektem współpracy z Kahnem była także książka Mapping Websites. Od roku 2000 Lenk jako konsultant pracował również w studiu Tellart, założonym przez absolwentów RISD, a specjalizującym się w projektach interaktywnych.
Krzysztof Lenk był aktywnym członkiem American Institute of Graphic Design (AIGA). Wiele międzynarodowych instytucji zapraszało go na organizowane przez siebie wykłady i warsztaty. Zmarł 22 maja 2018 w wieku 81 lat.

### Inspiracje
Od lat 60. Lenk czerpał wiedzę i inspiracje z magazynów graficznych takich jak: szwajcarski dwumiesięcznik „Graphis”, niemiecki „Gebrauchsgrafik” (późniejsze „Novum”) oraz włoska „Linea Grafica”. Uczył się, jak używać fotografii do budowania spójnej narracji z tekstem, przeglądając: francuski tygodnik „Elle”, tworzony przez Petera Knappa, Jeana Widmera, Antoine’a Kieffera, a później także Romana Cieślewicza; amerykańskie: „Holiday”, „Look”, „Life”, „Show” Henry’ego Wolfa i „McCall’s” ze zdjęciami Paula Radkaia oraz niemiecki „Twen” Willy’ego Fleckhausa. Jego uwagę zwracały też okładki książek serii „Signet” wydawnictwa McGraw-Hill Education, projektowane przez Rudy’ego Haraka. Fascynowały go angielskie gazety: "The Sunday Times", "The Telegraph”, „The Independent”, pismo „Illustrated London News”, projektowane przez Dereka Birdsalla, weekendowy dodatek do „"Frankfurter Allgemeine Zeitung”, francuskie „Photo”, a także polskie „Ty i Ja” Romana Cieślewicza, Przekrój oraz Świat”.
Lenk utrzymywał kontakt z grafikiem Lou Danzigerem. Inpirował go również Paul Rand. Jako wykładowca RISD Lenk stale poszerzał swoją wiedzę, czytając czasopisma takie jak "Projekt", "Print" czy "Journal of Typographic Research" (późniejsze "Visible Language"). Ważne książki w tym okresie, o których wspomina w rozmowie z Ewą Satalecką, to: m.in.: Symbol Sourcebook Henry'ego Dreyfussa, The Visual Display of Quantitative Information Edwarda Tufte'a, Graphic Methods for Presenting Facts Willarda Brintona, Charts and Graphic Karla G. Karstena, From Cave Painting to Comic Strip Lancelota Hogbena, Modern Man in the Making Otto Neuratha i Semiology of Graphics Jacquesa Bertina

## Wyróżnienia i nagrody
- 1977  – Nagroda Ministra Kultury i Sztuki za osiągnięcia w nauczaniu projektowania
- 1983 –  IBM Fellow na Międzynarodowej Konferencji Dizajnu w Aspen, Colorado
- 2011 –  Wyróżnienie Srebrną Laską przez Stowarzyszenie Przyjaciół ASP w Warszawie
- 2011 –  Doktorat honoris causa od Akademii Sztuk Pięknych w Katowicach

## Publikacje
- Maping Web Sites – (wspólnie z Paul Kahnem) Rotovision, London, 2001.
- Projekty i bazgroły – słowo/obraz terytoria, 2009.
- Pokazać. Wyjaśnić. Prowadzić – Śląski Zamek Sztuki o Przedsiębiorczości w Cieszynie, 2010.
- Krótkie teksty o sztuce projektowania – słowo/obraz terytoria, 2010
- Podaj dalej - dizajn, nauczanie, życie - Krzysztof Lenk w rozmowie z Ewą Satelecką – Karakter, 2018.

Wiele esejów w książkach i artykułów w pismach specjalistycznych, jak „2 plus 3D”, w różnych krajach.